# 19e division d'infanterie (Pologne)
Pour les articles homonymes, voir 19e division d’infanterie.
La  19e division d’infanterie est une divisions d'infanterie de l'armée polonaise de la Seconde Guerre mondiale.

## Théâtres d'opérations
- 1er septembre au 6 octobre 1939 : Campagne de Pologne